# ترئوسموسور
ترئوسموسور (نام علمی: Thrausmosaurus) نام یک سرده از راسته پلیکوسور است.